# Fuentelcésped
Fuentelcésped település Spanyolországban, Burgos tartományban. Fuentelcésped Milagros, Fuentespina, Fresnillo de las Dueñas, Vadocondes, Santa Cruz de la Salceda és Montejo de la Vega de la Serrezuela községekkel határos. Lakosainak száma 273 fő (2024).

## Népesség
A település népessége az utóbbi években az alábbiak szerint változott:
| Lakosok száma | 185  | 194  | 187  | 198  | 219  | 219  | 222  | 238  | 257  | 273  |
|               | 2001 | 2004 | 2006 | 2009 | 2011 | 2014 | 2016 | 2019 | 2021 | 2024 |